# Gebhard König
Gebhard König (* 30. November 1950 in Ahrenberg) ist ein österreichischer Bibliothekar und Buchautor. Von 1996 bis 2011 war er Direktor der Niederösterreichischen Landesbibliothek; von 1998 bis 2002 daneben Vizepräsident der Vereinigung Österreichischer Bibliothekarinnen und Bibliothekare.

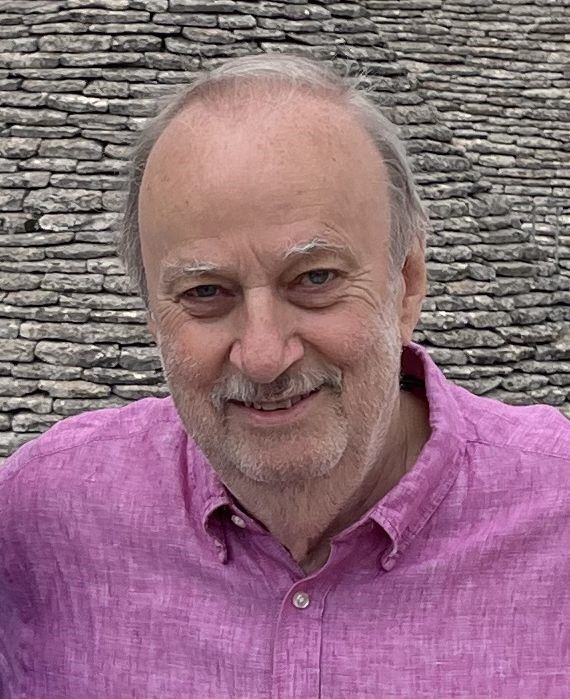
Gebhard König (2024)

## Leben
Gebhard König ist das jüngste von sechs Kindern der Elisabeth, geborene Gunz, und des Josef König, der 1948 bis 1968 Direktor der Niederösterreichischen Landesbibliothek war. Er besuchte die Volksschule in Mödling und maturierte 1969 im humanistischen Zweig des Bundesgymnasiums Keimgasse. König studierte an der Universität Wien Geschichte, Geographie und Alte Geschichte und wurde 1976 promoviert. Seine Dissertation schrieb er über den Historiker und Bibliothekar Peter Lambeck. Im gleichen Jahr trat König in den niederösterreichischen Landesdienst und wurde der Niederösterreichischen Landesbibliothek zugeteilt. Er absolvierte die Bibliothekarausbildung an der Österreichischen Nationalbibliothek und legte 1980 die staatliche Prüfung für den Höheren Bibliotheksdienst ab. 1996 wurde er zum Bibliotheksdirektor bestellt und ein Jahr später zum Wirklichen Hofrat ernannt; in der Folge übernahm er auch die Leitung der Gruppe Kultur, Wissenschaft und Unterricht des Amtes der NÖ Landesregierung und wurde zum Vortragenden Hofrat befördert. Im April 2011 trat er in Ruhestand. König ist seit 1976 verheiratet und Vater zweier Kinder.
Gebhard König ist Mitglied der ÖkaV Theresiana im Österreichischen Cartellverband.

## Wirken
Nach seinem Eintritt in die NÖ Landesbibliothek wurde König mit der Reorganisation der Kartensammlung  der Bibliothek betraut und schuf dazu einen zeitgemäßen Zettelkatalog, der dem der Kartensammlung der Österreichischen Nationalbibliothek angeglichen war. 1982 wurde er mit der Schaffung einer automationsunterstützten Bibliotheksverwaltung beauftragt. Dazu entwickelte er mit der IT-Abteilung des Landes Niederösterreich ein Bibliotheksverwaltungssystem, das auf einem PC die Bereiche Erwerbung bis Katalogisierung abdeckte, die Katalogrecherche selbst erfolgte auf dem Großrechner des Landes Niederösterreich. Infolge des Beschlusses über die Erhebung St. Pöltens zur Landeshauptstadt zeichnete König als Baubeauftragter für Planung und Gestaltung des neuen Bibliotheksgebäudes in Sankt Pölten verantwortlich. Im Juli 1989 wurde König zum stellvertretenden Direktor der Bibliothek bestellt. Bei deren Übersiedlung 1996/1997 war König als Übersiedlungsbeauftragter für die Transferierung und Neuaufstellung der Bestände verantwortlich. Im Juni 1996 wurde er zum Leiter der Abteilung NÖ Landesbibliothek und zum Bibliotheksdirektor bestellt. In den folgenden Jahren wurden von König Ausstellungen in der Bibliothek organisiert und kuratiert, zu denen er zahlreiche Ausstellungskataloge herausgab. König initiierte die Digitalisierung der Ansichten- und Landkartenbestände sowie eine sechsbändige Buchreihe „Niederösterreich in alten Ansichten“, die das Bundesland, nach geographischen Einheiten gegliedert, in Veduten und Künstleroriginalen aus dem Bestand der Topographischen Sammlung der NÖ Landesbibliothek vorstellten. Heute ist die „Sammlung topographischer Ansichten“ vollständig digitalisiert im Internet abrufbar.
König engagierte sich auch in der Personalvertretung des NÖ Landesdienstes. 1986 bis 1990 war er Mandatar der Dienststellenpersonalvertretung NÖ Landhaus und betreute 1986 bis 1990 die Zentralpersonalvertretung der Landesbediensteten sowie den Zentralbetriebsrat der NÖ Landeskrankenanstalten als Pressereferent. Daneben war er Mitglied von Landes-Prüfungskommissionen im Museums-, Archiv- und Bibliotheksdienst, Beisitzer in der Landes-Beurteilungskommissionen und Mitglied der Landes-Disziplinarkommission für Akademiker. Von 1998 bis 2002 war er Vizepräsident der Vereinigung Österreichischer Bibliothekarinnen und Bibliothekare.

## Auszeichnungen
- 2002: Dr.-Josef-Bick-Ehrenmedaille der Vereinigung Österreichischer Bibliothekarinnen und Bibliothekare
- 2007: Ehrenkreuz für Wissenschaft und Kunst I. Klasse
- 2010: Jakob-Prandtauer-Preis für Wissenschaft und Kunst der Landeshauptstadt St. Pölten
- 2011: Silbernes Komturkreuz des Ehrenzeichens für Verdienste um das Bundesland Niederösterreich

## Werke (Auszug)
- Peter Lambeck (1628–1680). Leben und Werk mit besonderer Berücksichtigung seiner Tätigkeit als Präfekt der Hofbibliothek in den Jahren 1663–1680. Dissertation, Wien 1975.
- mit Schweickhardt: Schweickhardts Niederösterreich. Edition Winkler-Hermaden, Schleinbach 2010, ISBN 978-3-9502845-6-0
- Das Land um Wien. Edition Winkler-Hermaden, Schleinbach 2013, ISBN 978-3-9503378-9-1
- Viertel unter dem Wienerwald (= Niederösterreich in alten Ansichten). Brandstätter Verlag, Wien – München 2010, ISBN 978-3-85033-422-8.
- Niederösterreich an der Donau (= Niederösterreich in alten Ansichten). Brandstätter Verlag, Wien – München 2008, ISBN 978-3-85033-217-0.
- Richard Pils (Hrsg.): Mappae Austriae inferioris: Niederösterreich im Bild alter Landkarten. Verlag Publ. PNo 1, Bibliothek der Provinz, Weitra 2007, ISBN 978-3-85252-823-6.
- 175 Jahre Niederösterreichische Landesbibliothek. Sonderausstellung im Foyer der NÖ Landesbibliothek Wien, 21. Juni – 30. Dezember 1988.
- mit Ferdinand Dorner: Wehrbauten in Niederösterreich. Die „topographia romantica“ in der NÖ Landesbibliothek. Sonderausstellung im NÖ Landesmuseum, 10. September bis 6. Oktober 1985.
- Mein altes Mödling. Ed. Winkler-Hermaden, Schleinbach 2017, ISBN 978-3-9504475-0-7
- Zu Gast im alten Mödling. Ed. Winkler-Hermaden, Schleinbach 2021, ISBN 978-3-9504937-2-6